# 李通明
李通明（Ann Lee Tung Ming，1957年12月25日—），活躍於20世紀70年代中後期的電視藝員及電影女演員，渾號：「大眼妹」。李通明是佳藝電視當家花旦，與米雪和文雪兒合稱「佳視三寶」。其兄長李波為於2015年12月30日失蹤的銅鑼灣書店員工（其妻蔡嘉蘋為股東）。

## 个人经历
李通明在12至13歲時開始學習鋼琴，曾經參加校際音樂節，獲得過兩次冠軍。中學還未畢業時，已參加佳藝電視第一期「藝員訓練班」。
- 李通明第一套電視劇是武則天, 演少女時代的武媚娘, 以一巴掌摑秦沛而成名。只是演技太嫩, 因此口碑麻麻, 其後成為電視教育小學社會科主持。
- 李通明在76年主演《神雕俠侶》, 演小龍女, 並在1976年6月6日(星期日)早上與演員羅樂林、林巧兒、陳耀林、覃恩美及他工作人員，包括製作人林念萱、歐陽國威、張旭華、查傳誼、王紀華、吳楚雄，赴韓國為佳藝電視 拍攝《神雕俠侶》外景，然後轉赴日本拍外景，為期8天，在1976年6月13日(星期日)回香港[3]。當年，大眼妹演小龍女第一代樣子甜美出塵，明眸皓齒，很入屋，大人和小孩都很喜歡這位姑姑。該劇在2007年在無線經典台重播。

- 李通明在1977年3月20日(星期日)下午3時為佳藝電視宣傳電視劇《萍蹤俠影錄》，與該劇演員陳強、楊盼盼、梁小龍、魏秋樺、劉江、秦煌（梁日成）等穿上古裝戲服在九龍黃大仙摩士公園參加「萍蹤獵影樂」攝影比賽活動，讓拍友攝影[4]。

- 李通明已考獲第八級鋼琴試，在1979年10月離開香港到英國的專科學校，主修英文、音樂、算術等學科，寄居在一對年輕夫婦的家，使用他們的鋼琴學習樂理[5]。

- 李通明在1979年的暑假回香港客串香港電臺的電視節目[6]，1979年8月10日(星期五)簽約為香港麗的電視演出10集《天蠶變》，飾演回族玄陰宮主(由張瑪莉演)之妹妹 [7]，1979年10月14日(星期)返回英國繼續攻讀音樂課程[8]。

- 李通明在1981年9月時已轉行在寫字樓當文員及教鋼琴維生[9]。

1982年6月20日(星期日)於香港大會堂與廖大義註冊結婚。婚禮後在「富麗華酒店」（今AIA Central）舉行酒會，前佳藝電視女藝員李尚明、魏秋樺及林欣欣出任姊妹團。
- 李通明的兒子廖知行（Timothy Liu）在1984年4月出生[11]。

- 傳李通明已移民美國邁阿密多年，早已退出娛樂圈及息影。

## 佳藝電視
| 年份   | 劇名       | 角色                | 同劇演員                                                       |
| ------ | ---------- | ------------------- | -------------------------------------------------------------- |
| 1976年 | 隋唐風雲   | 武媚娘              | 馮淬帆、石天、胡茵茵、湘漪、米雪                               |
| 1976年 | 武則天     | 武媚娘 (前期武則天) | 湘漪(武則天主要飾演者)、袁報華、馮淬帆、黃百鳴                 |
| 1976年 | 神鵰俠侶   | 小龍女              | 羅樂林、白彪、米雪、陳耀林、林巧兒、覃恩美、黎詩敏、鄭裕玲     |
| 1977年 | 碧血劍     | 阿九 (長平公主)     | 陳強、文雪兒、石天、黎詩敏、林秀(元秋)、魏秋華、胡茵茵、鄭裕玲 |
| 1977年 | 武林外史   | 朱八八              | 衛子雲、米雪、文雪兒                                           |
| 1977年 | 萍蹤俠影錄 | 澹台鏡明            | 陳強、楊盼盼、梁小龍、魏秋華、劉江、梁日成(秦煌)               |
| 1977年 | 紅樓夢     | 賈惜春              | 伍衛國、毛舜筠、米雪、文雪兒、鄭裕玲、魏秋樺                   |
| 1977年 | 鹿鼎記     | 雙兒                | 文雪兒、程思俊、白彪、馬海倫                                   |
| 1978年 | 雪山飛狐   | 苗若蘭              | 衛子雲、米雪、文雪兒、白彪、羅樂林                             |
| 1978年 | 千王之王   |                     |                                                                |

## 麗的電視
| 年份   | 劇名   | 角色         | 同劇演員                                       |
| ------ | ------ | ------------ | ---------------------------------------------- |
| 1979年 | 天蠶變 | 玄陰教二宮主 | 徐少強、伍衛國、苗可秀、馬敏兒、余安安、張瑪莉 |

## 香港電台
| 年份   | 劇名                                              | 角色   | 同劇演員                               |
| ------ | ------------------------------------------------- | ------ | -------------------------------------- |
| 1978年 | 屋簷下之十五、十六                                | Connie | 賈思樂、張國榮、毛舜筠、容惠雯、陳復生 |
| 1981年 | 經典教育電視 ETV (1981) - 社會五年级 - 繁華的都市 |        |                                        |

## 李通明參演的電影
| 年份   | 電影     | 角色 | 其他演員                       |
| ------ | -------- | ---- | ------------------------------ |
| 1977年 | 刮龍搏懵 | 秋菊 | 盧海鵬、梁天、董驃、張瑛、李影 |
| 1979年 | 十二潭腿 | 阿蘭 | 梁小龍、谷峰、韓國材           |